# Chris Woodhead
Sir Christopher Anthony Woodhead (* 20. Oktober 1946 in Cockfosters, London; † 23. Juni 2015) war ein britischer Pädagoge.

## Leben
Chris Woodhead studierte Englisch an der Universität Bristol, wo er auch ein Postgraduate Certificate in Education  (PGCE) bekam. Er studierte später an der Universität Keele, wo er einen Master of Arts erhielt.
Von 1969 bis 1976 arbeitete er als Lehrer an allgemeinbildenden Schulen in Shrewsbury, Gloucester und Portishead. Von 1976 bis 1982 war er Lektor an der Universität Oxford. Danach war er bis 1994 in verschiedenen Schulbehörden tätig. 1994 wurde er als Leiter des Office for Standards in Education, Children’s Services and Skills (Ofsted) berufen. Dieser dem Bildungsministerium zugeordneten Behörde unterliegt die Beurteilung der Unterrichtsqualität an allen Schulen. Woodhead machte dort im November 1995 die Bemerkung, dass es an britischen Schulen 15.000 unfähige Lehrer gäbe, die entlassen werden sollten. Der Kommentar sorgte für erhebliche Unruhe an den Schulen und in der Politik. Dazu sagte er in einem Interview 2009, dass er diese Zahl nicht länger aufrechterhalten wolle; die Inspektion der Schulen konnte diese Zahl nie bestätigen. Er meinte dazu, dies sei aber eine Folge politischen Drucks, der Lehrern keine Freiheiten mehr ließe. David Blunkett, der ab 1997 britischer Bildungsminister war, urteilte rückblickend, dass die Schätzung Woodheads wahrscheinlich zu niedrig angesetzt gewesen sei. Zahlreiche Streitigkeiten zwischen Woodhead und Blunkett führten zum Rücktritt Woodheads im November 2000.
Woodhead sah es als seine Aufgabe an, bei der Inspektion des Schulsystems dessen Schwächen offenzulegen, auch wenn dies Streit bedeutete. Seine Arbeit als Leiter von Ofsted wird als sehr einflussreich für das englische Schulsystem beurteilt.
1999 erregte Woodheads Privatleben Aufmerksamkeit, nachdem er bei einer Fragestunde mit Studenten Liebesbeziehungen zwischen Lehrern und Schülern nicht grundsätzlich verurteilt hatte und bekannt wurde, dass er eine Beziehung zu einer Schülerin hatte, die er während seiner Tätigkeit in Portishead kennengelernt hatte. Woodheads Ex-Frau beschuldigte ihn, er habe sich deshalb scheiden lassen. Woodhead bestritt, dass die Beziehung zu der Frau, mit der er neun Jahre zusammenlebte, während seiner Zeit an der Schule begonnen habe und datierte dies auf den Beginn seiner Tätigkeit in Oxford.
Nach seinem Ausscheiden als Leiter von Ofsted wurde er 2002 Professor an der Universität Buckingham und 2004 der Vorsitzende von Cognita, einem Unternehmen, das private allgemeinbildende Schulen betreibt.
2006 wurde bei ihm amyotrophe Lateralsklerose festgestellt, was er 2009 öffentlich machte; dazu kam später eine Leberkrebsdiagnose. Als Woodhead seine Erkrankung bekanntmachte, erklärte er, dass er über eine Selbsttötung nachgedacht habe. Er schloss dabei aber die Hilfe des Schweizer Vereins Dignitas aus. Er unterstützte die britische Dignity-in-Dying-Bewegung, die sich für Sterbehilfe in Großbritannien einsetzt.
Woodhead wurde 2011 zum Knight Bachelor erhoben.
Chris Woodhead war von 1969 bis 1977 und seit 2006 in zweiter Ehe verheiratet. In seiner ersten Ehe wurde er Vater einer Tochter.

## Veröffentlichungen
- Class War: The State of British Education, Little Brown, 2002, ISBN 978-0-316-85997-4
- A Desolation of Learning: Is this the education our children deserve?, Pencil Sharp Publishing, 2009, ISBN 978-0-9562573-0-7